# Els Pallerols (Mont-ros)
Els Pallerols és un indret del terme de la Torre de Cabdella, al Pallars Jussà, dins de l'antic terme de Mont-ros.
Està situat a llevant de la Coma de Mont-ros, i del poble d'aquest nom, al sud-oest de la Roca de Rovellosa i al nord-oest de la Collada dels Pedregals, a la dreta del barranc de les Basses.